# 克孜勒恰尔巴 (巴卡伊阿塔区)
克孜勒恰尔巴（意为“红色农场”）是吉尔吉斯斯坦塔拉斯州巴卡伊阿塔区下辖的一个村。根据2009年吉尔吉斯共和国人口普查，全村人口为517人。